# Магдалена фон Насау-Диленбург
Магдалена фон Насау-Диленбург (на немски: Magdalene von Nassau-Dillenburg; * 15 декември 1547, дворец Диленбург; † 16 май 1633, Йоринген) е графиня от Насау-Диленбург и чрез женитба графиня на Хоенлое-Вайкерсхайм-Лангенбург и Нойенщайн.

## Живот
Тя е най-малката дъщеря на граф Вилхелм „Богатия“ фон Насау (1487 – 1559) и втората му съпруга Юлиана фон Щолберг (1506 – 1580), вдовица на граф Филип II фон Ханау-Мюнценберг (1501 – 1529), дъщеря на граф Бото фон Щолберг (1467 – 1538). Сестра е на Вилхелм Орански (1533 – 1584).
Магдалена се омъжва на 27 януари 1567 г. в двореца „Диленбург“ за граф Волфганг фон Хоенлое-Вайкерсхайм (1546 – 1610). Той е син на син на граф Лудвиг Казимир фон Хоенлое-Нойенщайн (1517 – 1568) и Анна фон Золмс-Лаубах-Лих (1522 – 1594). През 1586 г. те отиват във Вайкерсхайм и сменят стария воден дворец с ренесансов дворец.
През Тридесетгодишната война фамилията Хоенлое бяга в Ордруф. Нейният съпруг умира на 28 март 1610 г. във Вайкерсхайм. Магдалена умира на 16 май 1633 г. в Йоринген.

## Деца
Магдалена и граф Волфганг фон Хоенлое-Вайкерсхайм имат децата:
- Катарина (1567 – 1615)
- Анна Агнес (1568 – 1616), омъжена 1587 г. за граф Филип Ернст фон Глайхен-Тона (1561 – 1619)
- Георг Фридрих (1569 – 1647), граф на Хоенлое във Вайкерсхайм, женен I. на 25 юни 1607 г. в Прага за фрайин Ева фон Валдщайн († 1631); II. на 27 август 1633 г. във Вюрцбург за графиня Мария Магдалена фон Йотинген-Йотинген (1600 – 1636)
- Юлиана (1571 – 1634), омъжена на 1 декември 1605 г. във Вайкерсхайм за граф Волфганг II фон Кастел-Ремлинген (1558 – 1631)
- Магдалена (1572 – 1596), омъжена на 7 февруари 1594 г. за граф Хайнрих XXIX Ройс-Гера (1572 – 1635)
- Пракседис (1574 – 1635)
- Марта (1575 – 1638), омъжена на 23 юни 1617 г. в Лангенбург за граф Йохан Казимир фон Лайнинген-Вестербург (1587 – 1635)
- Мария Елизабет (1576 – 1605), омъжена на 22 октомври 1593 г. във Вайкерсхайм за граф Йохан Райнхард I фон Ханау-Лихтенберг (1568 – 1625)
- Лудвиг Казимир (1578 – 1604)
- Катарина Йохана (1579 – 1615)
- Крафт VII (1582 – 1641), граф на Хоенлое-Нойенщайн-Вайкерсхайм, женен на 17 май 1615 г. за пфалцграфиня София фон Цвайбрюкен-Биркенфелд (1593 – 1676), дъщеря на пфалцграф и херцог Карл I фон Пфалц-Цвайбрюкен-Биркенфелд
- Филип Ернст (1610 – 1584), граф в Лангенбург 1610 г., женен на 26 януари 1609 г. в Зоненвалде за графиня Анна Мария фон Золмс-Зоненвалде (1585 – 1634)
- Албрехт (1585 – 1605)
- Волфганг Ернст (1587 – 1588)
- Доротея Валбурга (1590 – 1656), омъжена на 7 май 1615 г. в Нойенщайн за граф Филип Хайнрих фон Хоенлое-Валденбург (1591 – 1644), син на граф Георг Фридрих I фон Хоенлое-Валденбург-Лангенбург (1562 – 1600)